# Calanthemis rufovittatus
Calanthemis rufovittatus là một loài bọ cánh cứng trong họ Cerambycidae.